# Benjamin Netanyahu
Benjamin "Bibi" Netanyahu (hebraisk: בִּנְיָמִין נְתַנְיָהוּ, født 21. oktober 1949 i Tel Aviv) er en israelsk politiker, der har fungeret som Israels premierminister siden december 2022, efter at have haft embedet fra 1996 til 1999 og igen fra 2009 til 2021. Han er formand for Likud-partiet. Netanyahu er den længst siddende premierminister i landets historie efter at have siddet i alt over 15 år. Han er den første premierminister der er født i Israel efter dets uafhængighedserklæring.  Efter Israels reaktion på Hamas angreb d. 7 oktober 2023 og sine udtalelser siden start 90'erne er han nu også den første israelske premierminister der er blevet anklaget for krigsforbrydelser og forbrydelser mod menneskeheden af den internationale domstol.
Netanyahu blev født i Tel Aviv af sekulære jødiske forældre og voksede op både i Jerusalem og i en periode i Philadelphia i USA. Han vendte tilbage til Israel i 1967 for at slutte sig til Israels forsvarsstyrker. Han blev holdleder i Sayeret Matkals specialstyrker og deltog i flere missioner, hvor han opnåede rang som kaptajn, før han blev hæderligt afskediget. Efter sin eksamen fra Massachusetts Institute of Technology blev Netanyahu økonomisk konsulent for Boston Consulting Group. Han flyttede tilbage til Israel i 1978 for at stifte Yonatan Netanyahu Anti-Terror Institute. Fra 1984-1988 var Netanyahu Israels faste repræsentant ved FN. Netanyahu steg frem efter at være blevet valgt som formand for Likud i 1993 og blev oppositionsleder. Ved valget i 1996 slog Netanyahu Shimon Peres og blev den første israelske premierminister valgt direkte ved folkelig afstemning, og dens yngste nogensinde. Netanyahu og Likud blev stærkt besejret ved valget i 1999 af Ehud Baraks One Israel-parti; og Netanyahu valgte at trække sig helt tilbage fra politik og gå ind i den private sektor. Netanyahu vendte senere tilbage til politik og fungerede som udenrigsminister og finansminister under Ariel Sharon. Under sidstnævnte stilling iværksatte han reformer af den israelske økonomi, der førte til betydelig vækst, før han til sidst trak sig tilbage på grund af uenigheder om Gaza-frigørelsesplanen.
Netanyahu vendte tilbage til Likuds ledelse i december 2005, efter at Sharon trådte tilbage for at danne et nyt parti, Kadima. Han var leder af oppositionen fra 2006 til 2009. Efter valget i 2009 dannede Netanyahu en koalitionsregering med andre højrefløjspartier og blev taget i ed som premierminister for anden gang. Han fortsatte med at føre Likud til sejr ved valgene i 2013 og 2015. En periode med politisk dødvande fulgte efter tre på hinanden følgende valg i 2019 og 2020, der ikke lykkedes at producere en regering, hvilket blev løst, efter at der var indgået en koalitionsrotationsaftale mellem Netanyahu og den centrale Blå og Hvide alliances Benny Gantz. Koalitionen kollapsede i december 2020, før rotationen kunne finde sted, og der blev afholdt nyt valg i marts 2021. I sin næstsidste regering ledede Netanyahu Israels svar på COVID-19-pandemien og Israel-Palæstina-krisen i 2021. I juni 2021, efter at Naftali Bennett dannede en regering med
Yair Lapid, blev Netanyahu fjernet fra premierskabet og blev oppositionsleder for tredje gang, før han vendte tilbage som premierminister igen efter valget i 2022.
Netanyahu gjorde sin nærhed til Donald Trump, en personlig ven siden 1980'erne, central for hans politiske appel i Israel fra 2016. Under Trumps præsidentperiode anerkendte USA Jerusalem som Israels hovedstad, anerkendte israelsk suverænitet over Golanhøjderne og mæglede Abraham-aftalerne, en række normaliseringsaftaler mellem Israel og forskellige arabiske stater. Netanyahu har været udsat for international kritik i løbet af sin årtier lange politik som premierminister for at udvide
israelske bosættelser på den besatte Vestbred, der anses for ulovlig i henhold til international lov. I 2019 blev Netanyahu tiltalt for brud på tillidsforhold, bestikkelse og bedrageri, efter en treårig undersøgelse, på grund af hvilken han frasagde sig alle sine ministerposter bortset fra premierministerposten.

## Politisk karriere
I 1982 blev han næstkommanderende ved Israels ambassade i Washington og var 1984-88 Israels FN ambassadør. Hans politiske karriere i Israel begyndte i 1988, da han blev valgt til Knesset for Likud. Han blev vice-udenrigsminister i den nationale samlingsregering af arbejderpartiet og Likud. I 1991 deltog han i den israelske delegation til fredskonferencen i Madrid. Han blev betragtet som en høg og stod premierminister Yitzhak Shamir politisk nær.
I marts 1993 blev han valgt som formand for Likud og ved valget den 29. maj 1996 (det første direkte valg til denne post) blev han valgt som premierminister i Israel, et embede han bestred fra den 18. juni 1996 til den 6. juli 1999. Han er den eneste israelske premierminister født efter oprettelsen af staten Israel. Han var finansminister i Ariel Sharons regering til 7. august 2005, da han forlod stillingen i protest mod den israelske tilbagetrækning fra Gazastriben. 20. december samme år blev Netanyahu valgt til leder af Likud.
I perioden 2003-2005 var han finansminister i Israel. Fra den 4. maj 2006 til 10. februar 2009 var han leder af oppositionen i Knesset.
Den 31. marts 2009 tiltrådte Netanyahu atter som premierminister. Han blev genvalgt ved Parlamentsvalget i Israel 2013. Ved Parlamentsvalget i 2015 blev Likud atter det største parti, og pr. marts 2015 forventes, at Likud danner regering med Netanyahu som premierminister.
Efter lovændringer kræves der to-tredjedeles flertal i Knesset for at fjerne ham.[kilde mangler] Da det blev vedtaget, var Netanyahu det eneste Likud medlem, der stemte for.[kilde mangler]
Ved en afstemning i Knesset den 13. juni 2021 blev Netanyahu afsat som premierminister med stemmerne 59-60.
Han har udgivet bøger om bekæmpelse af terrorisme.

## Familierelationer
Benjamin Netanyahus bror, Jonathan Netanyahu, var oberstløjtnant i den israelske hær og døde i Uganda i den vellykkede Operation Entebbe, der befriede gidsler fra et kapret fly.

## Ekstern henvisning
- Wikimedia Commons har flere filer relateret til Benjamin Netanyahu